# Matt Brewer
Matt Brewer, (Oklahoma City, 1983. április 20. –)

## Pályafutása
1983. április 20-án született Oklahoma Cityben. Fiatalságát  az új-mexikói Albuquerque-ben töltötte. Zenész családban született, édesapja és nagyapja is dzsesszzenész volt. Háromévesen kezdett el dobolni. Tízéves korában nyáron találkozott a nagybőgővel az Interlochen Center for the Artsban. Ott kezdett klasszikus basszusgitárt tanulni Winston Budrow-tól és Lawrence Hursttől. Tizenkét évesen kezdett professzionálisan koncertezni. Hamarosan díjakat nyert az egyetemi dzsesszfesztiválokon.
Klasszikus basszusgitár tanulmányait az Új-Mexikói-i basszusgitáros, Jean-Luc Mattonnal folytatta. Utána megint az interlocheni akadémiára ment, ahol a hallgatók zeneszerzést, színházművészetet, táncot, kreatív írást, vizuális művészet szakra is járhattak.
Itt folytatta klasszikus basszusgitár tanulmányait Derek Wellernél. Apjával részt vehetett a Grammy Bandben. Ezután fellépett a 2000-es Grammy-díjas televíziós közvetítésben. Meghívást kapott a Vail Jazz All-Stars programba. Az Interlochen Művészeti Akadémia elvégzése után részt vett az első Juilliard Jazz Programban, ahol Rodney Whitaker és Ben Wolfe basszusgitárosoknál két évig tanult.
New Yorkban él.

## Albumok
- https://www.discogs.com/de/artist/695542-Matt-Brewer

- 2014: Mythology
- Unspoken
- Live at Smalls
- Ganymede
- Colour of Intention